# Premio MTV Europe Music Award al Mejor Artista Español
La siguiente es una lista de los ganadores y nominados a los MTV Europe Music Award como Mejor Artista Español.

## Ganadores y nominados
Los ganadores aparecen primero y resaltados en negrita.

### Años 2000
| Año                  | Artista | Referencia |
| -------------------- | ------- | ---------- |
| 2000                 |         |            |
| Dover                | [ 1 ]   |            |
| Enrique Iglesias     | [ 1 ]   |            |
| M-Clan               | [ 1 ]   |            |
| Mónica Naranjo       | [ 1 ]   |            |
| OBK                  | [ 1 ]   |            |
| 2001                 | [ 1 ]   |            |
| La Oreja de Van Gogh | [ 2 ]   |            |
| Jarabe de Palo       | [ 2 ]   |            |
| Los Piratas          | [ 2 ]   |            |
| Najwa                | [ 2 ]   |            |
| Alejandro Sanz       | [ 2 ]   |            |
| 2002                 | [ 2 ]   |            |
| Amaral               | [ 3 ]   |            |
| Enrique Bunbury      | [ 3 ]   |            |
| El Canto del Loco    | [ 3 ]   |            |
| Enrique Iglesias     | [ 3 ]   |            |
| Sôber                | [ 3 ]   |            |
| 2003                 | [ 3 ]   |            |
| El Canto del Loco    | [ 4 ]   |            |
| Jarabe de Palo       | [ 4 ]   |            |
| Las Niñas            | [ 4 ]   |            |
| La Oreja de Van Gogh | [ 4 ]   |            |
| Alejandro Sanz       | [ 4 ]   |            |
| 2004                 | [ 4 ]   |            |
| Enrique Bunbury      | [ 5 ]   |            |
| Bebe                 | [ 5 ]   |            |
| David Bisbal         | [ 5 ]   |            |
| Estopa               | [ 5 ]   |            |
| Álex Ubago           | [ 5 ]   |            |
| 2005                 | [ 5 ]   |            |
| El Canto del Loco    | [ 6 ]   |            |
| Amaral               | [ 6 ]   |            |
| El Sueño de Morfeo   | [ 6 ]   |            |
| Melendi              | [ 6 ]   |            |
| Pereza               | [ 6 ]   |            |
| 2006                 | [ 6 ]   |            |
| La Excepción         | [ 7 ]   |            |
| Nena Daconte         | [ 7 ]   |            |
| La Oreja de Van Gogh | [ 7 ]   |            |
| Macaco               | [ 7 ]   |            |
| Pereza               | [ 7 ]   |            |
| 2007                 | [ 7 ]   |            |
| Violadores del Verso | [ 8 ]   |            |
| Dover                | [ 8 ]   |            |
| El Sueño de Morfeo   | [ 8 ]   |            |
| La Quinta Estación   | [ 8 ]   |            |
| La Mala Rodríguez    | [ 8 ]   |            |
| 2008                 | [ 8 ]   |            |
| Amaral               | [ 9 ]   |            |
| Pereza               | [ 9 ]   |            |
| Porta                | [ 9 ]   |            |
| Pignoise             | [ 9 ]   |            |
| La Casa Azul         | [ 9 ]   |            |
| 2009                 | [ 9 ]   |            |
| We Are Standard      | [ 10 ]  |            |
| Fangoria             | [ 10 ]  |            |
| Macaco               | [ 10 ]  |            |
| Nena Daconte         | [ 10 ]  |            |
| Russian Red          | [ 10 ]  |            |

### Años 2010
| Año                                                                           | Artista | Referencia |
| ----------------------------------------------------------------------------- | ------- | ---------- |
| 2010                                                                          |         |            |
| Enrique Iglesias                                                              | [ 11 ]  |            |
| Lori Meyers                                                                   | [ 11 ]  |            |
| La Mala Rodriguez                                                             | [ 11 ]  |            |
| Najwa                                                                         | [ 11 ]  |            |
| SFDK                                                                          | [ 11 ]  |            |
| 2011                                                                          | [ 11 ]  |            |
| Russian Red                                                                   | [ 12 ]  |            |
| El Pescao                                                                     | [ 12 ]  |            |
| Nach                                                                          | [ 12 ]  |            |
| Vetusta Morla                                                                 | [ 12 ]  |            |
| Zenttric                                                                      | [ 12 ]  |            |
| 2012                                                                          | [ 12 ]  |            |
| The Zombie Kids                                                               | [ 13 ]  |            |
| Corizonas                                                                     | [ 13 ]  |            |
| Iván Ferreiro                                                                 | [ 13 ]  |            |
| Love of Lesbian                                                               | [ 13 ]  |            |
| Supersubmarina                                                                | [ 13 ]  |            |
| 2013                                                                          | [ 13 ]  |            |
| Auryn                                                                         | [ 14 ]  |            |
| Pablo Alborán                                                                 | [ 14 ]  |            |
| Anni B Sweet                                                                  | [ 14 ]  |            |
| Fangoria                                                                      | [ 14 ]  |            |
| Lori Meyers                                                                   | [ 14 ]  |            |
| 2014                                                                          | [ 14 ]  |            |
| Enrique Iglesias                                                              | [ 15 ]  |            |
| Leiva                                                                         | [ 15 ]  |            |
| Sweet California                                                              | [ 15 ]  |            |
| Vinila Von Bismark                                                            | [ 15 ]  |            |
| Izal (ganador comodín)                                                        | [ 15 ]  |            |
| Nominaciones comodín: - Triángulo de Amor Bizarro - Polock - Vetusta Morla    | [ 15 ]  |            |
| 2015                                                                          | [ 15 ]  |            |
| Sweet California                                                              | [ 16 ]  |            |
| Alejandro Sanz                                                                | [ 16 ]  |            |
| Leiva                                                                         | [ 16 ]  |            |
| Neuman                                                                        | [ 16 ]  |            |
| Rayden (ganador comodín)                                                      | [ 16 ]  |            |
| Nominaciones comodín: - Vetusta Morla - Sexy Zebras - Hinds - La Bien Querida | [ 16 ]  |            |
| 2016                                                                          | [ 16 ]  |            |
| Enrique Bunbury                                                               | [ 17 ]  |            |
| Álvaro Soler                                                                  | [ 17 ]  |            |
| Amaral                                                                        | [ 17 ]  |            |
| Corizonas                                                                     | [ 17 ]  |            |
| Leiva                                                                         | [ 17 ]  |            |
| 2017                                                                          | [ 17 ]  |            |
| Miguel Bosé                                                                   | [ 18 ]  |            |
| C. Tangana                                                                    | [ 18 ]  |            |
| Kase.O                                                                        | [ 18 ]  |            |
| Lori Meyers                                                                   | [ 18 ]  |            |
| Viva Suecia                                                                   | [ 18 ]  |            |
| 2018                                                                          | [ 18 ]  |            |
| Viva Suecia                                                                   | [ 19 ]  |            |
| Belako                                                                        | [ 19 ]  |            |
| Brisa Fenoy                                                                   | [ 19 ]  |            |
| Love of Lesbian                                                               | [ 19 ]  |            |
| Rosalía                                                                       | [ 19 ]  |            |
| 2019                                                                          | [ 19 ]  |            |
| Lola Índigo                                                                   | [ 20 ]  |            |
| Amaral                                                                        | [ 20 ]  |            |
| Anni B Sweet                                                                  | [ 20 ]  |            |
| Beret                                                                         | [ 20 ]  |            |
| Carolina Durante                                                              | [ 20 ]  |            |

### Años 2020
| Año                | Artista | Referencia |
| ------------------ | ------- | ---------- |
| 2020               |         |            |
| La La Love You     | [ 21 ]  |            |
| Aitana             | [ 21 ]  |            |
| Carolina Durante   | [ 21 ]  |            |
| Don Patricio       | [ 21 ]  |            |
| Leiva              | [ 21 ]  |            |
| 2021               |         |            |
| Aitana             | [ 22 ]  |            |
| Ana Mena           | [ 22 ]  |            |
| C. Tangana         | [ 22 ]  |            |
| Colectivo Da Silva | [ 22 ]  |            |
| Pablo Alborán      | [ 22 ]  |            |

| Año  | Artista                     | Referencia |
| ---- | --------------------------- | ---------- |
| 2022 | fito y fitipaldis           |            |
| 2022 | Rosalía                     |            |
| 2022 | Bad Gyal (Ganadora Oficial) | [ 21 ]     |
| 2022 | Quevedo                     | [ 21 ]     |
| 2022 | Dani Fernández              | [ 21 ]     |